# Dixie Dunbar

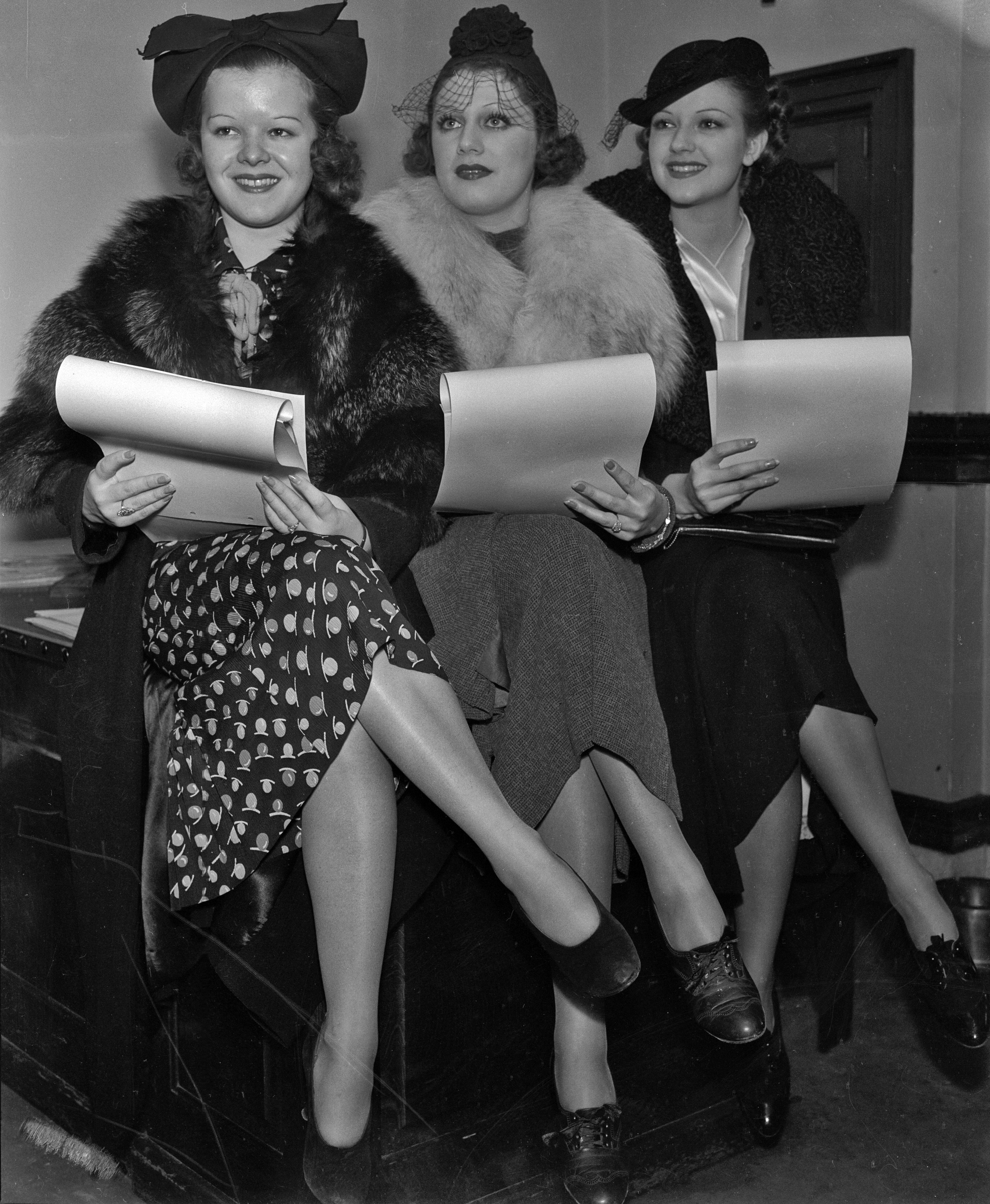
Dixie Dunbar (links) mit Maxine Reiner und Helen Wood (1935)

Christina Elizabeth „Dixie“ Dunbar (* 19. Januar 1919 in Montgomery, Alabama, Vereinigte Staaten; † 29. August 1991 in Miami Beach, Florida, Vereinigte Staaten) war eine amerikanische Sängerin, Filmschauspielerin und Tänzerin.

## Leben
Dunbar wuchs in Atlanta, Georgia, auf. Schon als Kind begann sie mit dem Tanzunterricht und sang und tanzte später in Nachtclubs.
1934 war sie Ray Bolgers Tanzpartnerin in der Revue Life Begins at 8:40, die in Boston aufgeführt wurde.
Sie spielte auch in dieser Show am Broadway 1934/35 und in den Broadway-Produktionen von Yokel Boy (1939/40) und George White’s Scandals (1934). Dunbars Filmdebüt erfolgte ebenfalls in George White’s Scandals (1934). In den 1930er Jahren trat sie in einer Reihe von 20th-Century-Fox-Filmen auf, darunter zwei Jones-Family-Filme.
Nachdem sie den Broadway und den Film verlassen hatte, kehrte sie in die Nachtclubs zurück und trat noch eine Weile auf, bevor sie sich vom Showgeschäft zurückzog. Von 1958 bis zu seinem Tod am 6. September 1979 war sie mit Jack L. King verheiratet.

## Filmografie (Auswahl)
- 1934: George While’s Scandal
- 1935: Der Mann, den niemand sah (Ladies Love Danger)
- 1936: Educating Father
- 1936: Millionäre bevorzugt (One in a Million)
- 1936: King of Burlesque
- 1936: Girls’ Dormitory
- 1936: Der springende Punkt (Pigskin Parade)
- 1937: Sing and Be Happy
- 1938: Walking Down Broadway
- 1938: Shirley auf Welle 303 (Rebecca of Sunnybrook Farm)
- 1938: Alexander’s Ragtime Band